# الشاقه العليا (الملاح)

تعديل مصدري - تعديل

الشاقه العليا هي إحدى قرى عزلة الملاح بمديرية الملاح التابعة لمحافظة لحج، بلغ تعداد سكانها 28 نسمة حسب تعداد اليمن لعام 2004.